# Pallacanestro alla XXVI Universiade - Torneo femminile
Il torneo di pallacanestro femminile della XXVI Universiade si è svolto a Shenzhen, Cina, dal 13 al 22 agosto 2011. Al torneo hanno partecipato 15 squadre

## Classifica finale
| -       | Team          | Formazione |
| ------- | ------------- | --- |
| Oro     | Stati Uniti   | Sims · Diggins · Novosel · Gemelos · Peters · Stricklen · Ogwumike · Hampton · Johnson · Ogwumike · Delle Donne · Kizer · All.: Bill Fennelly |
| Argento | Taipei cinese | Chiaohui · Fanshan · Yahui · Hsinyu · Yingli · Ning · Shuching · Yuchun · Chienhui · Shinying · Pingjen · Peichun                             |
| Bronzo  | Australia     | Graham · Cumming · Bishop · Newley · Langford · Madgen · Hunt · Tomlinson · Ebzery · Penaluna · Tolo · Francis                                |
| 4       | Svezia        | |
| 5       | Russia        | |
| 6       | Canada        | |
| 7       | Brasile       | |
| 8       | Finlandia     | |
| 9       | Rep. Ceca     | |
| 10      | Cina          | |
| 11      | Lituania      | |
| 12      | Giappone      | |
| 13      | Slovacchia    | |
| 14      | Gran Bretagna | |
| 15      | Polonia       | |